# Regelbasiertes System
Ein Regelbasiertes System ist ein wissensbasiertes System, in dem regelbasiertes Schließen stattfindet.
Regelbasierte Systeme bestehen aus
- einer Datenbank von Fakten, der Faktenbasis
- einer Menge von Regeln (Produktionsregeln, Geschäftsregeln), der Regelbasis (auch Business-Rule-Repository genannt)
- einem Kontrollsystem mit Regelinterpreter (auch Inferenzmaschine oder Business-Rule-Engine genannt).

Die Regeln liegen in der Form:   WENN … DANN … SONST   (IF THEN ELSE) vor. Eine Regel könnte beispielsweise folgendermaßen aussehen:
WENN Herdplatte heiß UND kein Topf auf Herd DANN schalte Herd aus
Der WENN-Teil der Regel wird auch als Prämisse, der DANN-Teil als Konklusion bezeichnet.
Aufgabe des Kontrollsystems ist die Identifikation geeigneter Regeln, das Anwenden ausgewählter Regeln, sowie die Aktualisierung der Datenbank.
Auswahlmechanismen für die nächste anzuwendende Regel sind entweder datengetrieben, zielgetrieben oder eine Kombination dieser beiden Möglichkeiten.
Datengetrieben (forward chaining) oder Vorwärtsverkettung bedeutetEin Fakt liegt vor – eine „WENN Fakt DANN …“-Regel wird angewendet. Hier wird versucht, auf Grundlage von Fakten eine Diagnose zu stellen, also zu einem meist noch unbekannten Ziel zu kommen.
Unter zielgetrieben (backward chaining) oder Rückwärtsverkettung versteht man den rückwärtigen AnsatzEin Fakt liegt vor – eine „WENN … DANN Fakt“-Regel wird angewendet. Hier wird versucht, eine Hypothese zu beweisen.
Regelbasierte Systeme sind neben fallbasierten Systemen die Grundlage von Expertensystemen.
Die Verwaltung der Regeln erfolgt meist in einem Business-Rule-Repository als Teil eines Business-Rule-Management-Systems.

## Anwendungen
Regelbasierte Systeme werden zunehmend in der Produktionsplanung und -steuerung eingesetzt, vor allem in Industriezweigen mit variantenreichen Gebrauchs- und Investitionsgütern wie bspw. in der Möbelindustrie, dem Maschinenbau oder der Elektroindustrie. Ein bekanntes Beispiel ist die Automobilindustrie, in der die Fahrzeuge durch Merkmale definiert werden, die vom Kunden über einen Produktkonfigurator ausgewählt und zusammengestellt werden können. Bei der Konfiguration wird auf diese Merkmale in den „WENN … DANN “-Regeln Bezug genommen, um bestimmte Merkmalskombinationen zu erzwingen (Gebote) oder zu verhindern (Verbote).
Beispiel: Wenn der Kunde ein "Cabrio" bestellt, darf er nicht gleichzeitig ein "Schiebedach" bestellen oder wenn er eine vollautomatische "Klimaanlage" bestellt, muss er auch eine stärkere "Batterie" mitbestellen. Auch für die Verteilung der weltweiten Fahrzeugbestellungen auf die Fahrzeug- und Aggregatewerke eines Automobilherstellers werden Regeln aufgestellt.
Das Regelwerk eines Automobilherstellers kann tausende solcher Produkt- und Produktions-Regeln umfassen.
Erfüllen die Merkmale zur Definition eines Produktes die Eigenschaften einer idealen Booleschen Algebra, dann können – aufgrund der Komplementarität – Verbote auch immer als Gebote (und umgekehrt) ausgedrückt werden. Handelt es sich um einen mehrstufigen algebraischen Verband, dann können Regeln auch auf Untermengen 'vererbt' werden.